# Nariño, Cundinamarca
Nariño là một khu tự quản thuộc tỉnh Cundinamarca, Colombia. Thủ phủ của khu tự quản Nariño đóng tại Nariño Khu tự quản Nariño có diện tích ki lô mét vuông. Đến thời điểm ngày 28 tháng 5 năm 2005, khu tự quản Nariño có dân số 1877 người.